# Богосав Митровић
Богосав Митровић — Шумар (Доње Недељице, код Лознице, 28. јун 1917 — Београд, 16. јул 1993), учесник Народноослободилачке борбе и генерал-мајор ЈНА.

## Биографија
Рођен је 28. јунa 1917. године у селу Доње Недељице, код Лознице. Био је једно од шесторо деце сиромашних сељака Николе и Јулке Митровић. Након завршене четворогодишње основне школе, почео је да ради као слуга код имућнијих сељака. Најпре је радио у свом селу, а касније је отишао у село Змињак, у Мачви, где је седам година радио код имућног домаћина Драје Моравчевића. Овде је од Васе Туфегџића, из Штитара чуо прве приче о Совјетском Савезу, комунизму и социјализму.
Када је напунио 17 година отишао је у рудник у Зајачи, код Лознице, где се запослио као помоћник копача у поткопу Заворје, које се налази на троуглу између Лознице, Малог Зворника и Крупња. У руднику је радио око годину дана и за то време је био члан синдикалне организације, потом је отишао у Сремске Карловце, где се запослио као помоћник кувара у Карловачкој богословији. Овде је остао све до одласка на одслужење војног рока, који је служио у инжињеријској јединици Југословенске војске у Нишу. Након одслужене војске, вратио се у рудник Зајачу, где је поново радио на поткопу Заворје, све до почетка Априлског рата, 1941. године.

### Народноослободилачка борба
У Априлском рату је учествовао као војник Шестог пешадијског пука и с њим се повлачио до Новог Пазара. Након капитулације, одлучио је да се не преда и с пушком се вратио у родно село. Знајући да у селу неће моћи дуго да остане, отишао је у село Радаљ, код Малог Зворника, где се преко пријатеља запослио као „општински шумар”, због чега је касније добио надимак „Шумар”. Овде је самоиницијативно почео да сакупља оружје и муницију, које је заостало након капитулације Југословенске војске. Такође је окупљао младиће који су желели да се боре против окупатора. Када је почетком јула 1941. године сазнао да се у Рађевини налазе устаничке партизанске групе, одлучио је да им се придружи. Заједно са 17 младића које је окупио у Радаљу и околини, ступио је у Ваљевски партизански одред.
Истакао се у првим борбама Ваљевског одреда, најпре као борац и бомбаш, а затим као водник и командир чете. Већ у првим месецима устанка добио је две похвале. Септембра 1941. године бомбашко одељење, у коме се налазио, било је похваљено од стране Врховног команданта НОП одреда Југославије Јосипа Броза Тита за храброст испољену приликом ослобођења Крупња, а недуго потом био је заједно с десетак бораца похваљен од стране Филипа Кљајића, члана Главног штаба НОП одреда Србије. Октобра исте године, као истакнути борац био је примљен у чланство Комунистичке партије Југославије (КПЈ), а убрзо потом је био постављен за командира чете.
Након Прве непријатељске офанзиве и повлачења главнине партизанских снага у Санџак, крајем 1941. године, остао је с групом бораца Ваљевског партизанског одреда на терену западне Србије. Услед тешких борби и прогона од Немаца, припадника Српске државне страже и четника, партизанске снаге на овом терену су биле разбијене, а Богосав се почетком марта 1942. године, с групом бораца Ваљевског и Мачванског одреда, под командом Радивоја Јовановића, пребацио преко Дрине у Босну. Већина ових бораца, међу којима и Богосав, била је укључена у тада новоформирану Пратећу чету Врховног штаба НОПО Југославије у ослобођеној Фочи. Ова чета имала је задатак да брине о безбедности чланова Врховног штаба и његовог команданта Јосипа Броза Тита. У овој чети Богосав је био најпре борац, па потом четни кувар и заменик командира вода.
Када је новембра 1942. године био формиран Пратећи батаљон Врховног штаба био је постављен за командира Прве чете. Од тада се налазио стално уз чланове Врховног штаба, Централног комитета КПЈ, Председништва АВНОЈ-а, Националног комитета ослобођења Југославије и остале најистакнутије руководиоце Народноослободилачког покрета. Учествовао је и више борби за одбрану чланова руководства НОП-а, а крајем Пете непријатељске офанзиве на Сутјесци, јуна 1943. године је био похваљен од стране Врховног команданта НОВ и ПОЈ.
На дужности командира Прве чете Пратећег батаљона остао је све до 1. марта 1944. године, када је био именован на дужност начелника Штаба Треће српске ударне бригаде, која је била у саставу Друге пролетерске дивизије. Крајем новембра исте године био је постављен за заменика команданта Шесте српске бригаде, а 15. марта 1945. године је био постављен за команданта Артиљеријске бригаде Друге пролетерске дивизије, која је била формирана у Мачванском Причиновићу, код Шапца. На овој дужности је остао до краја рата.

### Послератни период
Након завршетка рата, маја 1945. године био је постављен за команданта Друге бригаде Пете српске дивизије народне одбране, која је била у саставу Корпуса народне одбране Југославије (КНОЈ). Ова бригада је била стационирана у Ваљеву и њен задат је био да са јединицама Народне милиције учествује у чишћењу терена западне Србије од заосталих четничких и других група, које су ометале успостављање нове власти.
После расформирања КНОЈ-а, војну каријеру наставио је у Југословенској народној армији (ЈНА), где се налазио на дужностима — начелника Штаба дивизије, помоћника начелника управе у Државном секретеријату за народну одбрану (ДСНО) и др. Завршио је Вишу војну академију ЈНА и Ратну школу ЈНА. Активна војна служба му је престала 1965. године у чину генерал-мајора ЈНА.
Умро је 16. јула 1993. године у Београду.
Носилац је Партизанске споменице 1941. и других југословенских одликовања, међу којима су — два Ордена за храброст, Орден рада са црвеном заставом, Орден партизанске звезде са сребрним венцем, Орден заслуга за народ са сребрним зрацима, Орден братства и јединства са сребрним венцем, Орден народне армије са златном звездом, Орден за војне заслуге са златним мачевима и Орден за војне заслуге са сребрним мачевима.